# Fritz Dumont
Fritz Dumont (* 13. November 1878 in Graudenz, Provinz Westpreußen, Deutsches Kaiserreich; † nach 1942) war ein deutscher Rechtsanwalt und Senator in der Freien Stadt Danzig.

## Leben
Fritz Dumont war der Sohn eines Kaufmanns, besuchte das Gymnasium in Graudenz, studierte Jura in Berlin und wurde Rechtsanwalt. Nach dem Staatsexamen 1907 verwaltete er verschiedene Richterstellen und war ab 1908 Hilfsarbeiter beim Magistrat Danzig. Von 1912 bis 1918 war er besoldeter Stadtrat in Danzig. Im Juni 1917 wurde er als Reichskommissar für die Kohlenverteilung nach Berlin berufen. 1919 übernahm er die Vertretung des Bürgermeisters beim Magistrat Danzig.
Seit 1928 war Fritz Dumont Vorsitzender der Fraktion der neugegründeten Nationalliberalen Bürgerpartei im Danziger Volkstag. Von 1930/31 bis 1932/33 war er unbesoldeter Senator für Justiz im Senat Ziehm, als Vertreter des „Blocks der nationalen Sammlung“ mehrerer kleinerer Parteien. 1933 endete sein Abgeordnetenmandat.
Fritz Dumont wohnte in Danzig-Langfuhr im Uphagenweg und hatte seine Anwaltskanzlei am Elisabethwall, mindestens bis 1942. Er war Mitglied der Naturforschenden Gesellschaft seit 1912.

## Schriften
Fritz Dumont veröffentlichte einige Schriften als Stadtrat  in den Kriegsjahren 1914 und 1915 über die Versorgung.
- Petroleum-Versorgung während des Krieges mit besonderer Berücksichtigung der örtlichen Verhältnisse von Danzig, von Stadtrat Dumont, Schroth, Danzig [1914]
- Zur Kohlenversorgung Danzigs für den Winter 1914/15, mit 10 Anlagen, Danzig, den 20. September 1914
- Ein Jahr Kriegsfürsorge in Danzig, [Danzig, 1915]